# 스펙테이터

《스펙테이터》(The Spectator)는 영국의 대표 주간지이다. 1828년 7월 6일 처음으로 발간되어 지금까지 발행되는 영어권 뉴스 잡지 중에서는 가장 오래된 잡지이다. 현재 <데일리 텔레그라프>지의 소유주이기도 한 데이비드 버클리와 프레더릭 버클리 형제가 프레스 홀딩스를 통해 소유하고 있다.
스펙테이터에서 주로 다루는 주제는 정치와 문화 분야이다. 편집 성향은 일반적으로 보수당을 지지하는 편이지만 프랭크 필드, 로드 리들, 마틴 브라이트처럼 포괄 범위 밖에 있는 정기 기고자들도 몇 명 존재한다. 스펙테이터는 도서, 음악, 오페라, 영화, TV 평론을 다룬 예술면도 싣고 있다.